# 金峯山 (鹿児島県)
金峯山（きんぽうざん）は、鹿児島県南さつま市にある本岳・東岳・北岳からなる標高636mの山。九州百名山に選定されている。
地元では、美人が寝た横顔に見えることから「美人岳」という別名で親しまれている。山頂直下西に金峰神社がある。毎年10月19日には、人皇27代安閑天皇の大祭「金峰山詣り」が開催されている。
周囲を通る県道20号線沿いには金峰ダムがある。

## 周辺の山
開聞岳、野間岳と合わせて薩摩三峰と呼ばれている。
| 山容 | 名称   | 標高 （m） | 三角点 等級     | 金峯山との 距離（km） | 備考                |
| ---- | ------ | ---------- | --------------- | --------------------- | ------------------- |
|      | 桜島   | 1,117      | 二等 (1,109.78) | 29.5                  | 日本二百名山        |
|      | 高倉山 | 446        |                 | 1.3                   |                     |
|      | 金峯山 | 636.28     | 二等            | 0                     |                     |
|      | 野間岳 | 591.10     | 一等            | 22.5                  |                     |
|      | 開聞岳 | 924        | 二等 (922.23m)  | 34.7                  | 薩摩富士 日本百名山 |